# Leon Świeżawski
Leon Świeżawski (ur. 19 lutego 1870, zm. 19 stycznia 1936 w Krakowie) – polski lekarz, działacz społeczny, literat.

## Objawienie
Przyszły bojownik ateizmu ochrzczony został w Baryszu, dobrach jego dziadka. Wcześnie stracił ojca, matka ponownie wyszła za mąż. Wychowywany przez matkę w atmosferze klerykalizmu, w dzieciństwie przeżył osobliwe widzenie, które opisał potem w „Bogu Rozsądku” (rozdział „Cud”). Ukazała mu się Matka Boża z dzieciątkiem, które uniosło rączkę i rzekło: „Żyj szukając prawdy. Cokolwiek po długim namyśle uznasz za prawdę – prawdą będzie”. Miał 22 lata, gdy wyrzekł się chrześcijaństwa. Pisał potem: „Wyższego procentu dobrych między chrześcijanami nie znalazłem. Chrześcijanizm złych ulepszyć nie umiał. Nie ulepsza!... Już w młodości słowo i czyn uważałem za nierozerwalna jedność, więc pełen pogardy dla obłudy – wyrzekłem się chrześcijanizmu... (...) Rozwijaj ducha, dąż ku wyżynom rozsądku, ulepszysz się! Myśl niezawiśle, stare gorsze prawdy zastępuj nowymi, lepszymi!”.

## Nauka
Edukację autora Otchłani polskiej rozpoczął nauczyciel domowy, w szkołach gimnazjalnych kształcił się najpierw w Stanisławowie, a następnie w Przemyślu, gdzie przeprowadziła się matka wraz z rodziną. Tu także zdał maturę. Pod naciskiem rodziny nie podjął studiów na kierunku filozofii i obrał w Krakowie medycynę, z której się doktoryzował. Odbywał służbę wojskową początkowo w szpitalu ulokowanym na Wawelu, później przeniesiony został do Salzburga. Pracował jako asystent prof. Kady’ego przy katedrze anatomii Uniwersytetu Jana Kazimierza.

## Działalność
We wrześniu 1900 wziął ślub cywilny i przeniósł się, opuszczając asystenturę, jako lekarz do Jodłowej, przy wsparciu działacza ludowego Jana Stapińskiego. Świeżawski, z przekonań żarliwy ludowiec, podejmował oprócz opieki medycznej również działalność oświatową i agitacyjną wśród chłopów, co napotykało na przeciwdziałania dworu i kleru. W 1901 zmuszony był przenieść się z żoną i jej matką do Gładyszowa na Łemkowszczyźnie, gdzie otrzymał posadę lekarza okręgowego. Podjął w nowym miejscu pracę zawodową i społeczną. Zajmował się także naukami przyrodniczymi i twórczością artystyczną.

## Twórczość artystyczna
Już od czasów uczniowskich malował i pisał. W okresie studiów powstały utwory „Kwiaty”, „Ćmy nocne” (na deskach teatru lwowskiego 1887-1888), „Gwiazdy”, „Samotnik”. Kilka obrazów Świeżawskiego przyjęto na wystawę w Pałacu Sztuki w Krakowie. Napisał powieść Otchłań polska oraz sztuki sceniczne: Polska komedia i Kusiciele ludu.

## Społecznik
Wraz z żoną Lidią postanowił służyć zniewolonej Polsce i sprawie ludowej poprzez szeroko zakrojoną działalność społeczną. Wydawał broszury i artykuły propagujące nowoczesne metody gospodarowania i idee socjalistyczne. We wsi Wiewiórka koło Zasowa założył stację rolniczą ku pouczeniu okolicznej ludności, pomyślaną jako wzorcowy przykład placówki, wykorzystującej zdobycze nowoczesnej agrotechniki. Planowanemu przeobrażeniu gospodarki wiejskiej towarzyszyła działalność polityczna Świeżawskiego na wiecach chłopskich. Doświadczenia gospodarcze tego czasu posłużyły mu do napisania w 1914 r. „Powiedz narodzie”. Po wojnie w niepodległej Polsce wydał „Fachową reformę rolną”.

## Ateista
W 1918 przeniósł się do Skawiny, gdzie pracował jako lekarz Ubezpieczalni Społecznej.
W 1929 wyszedł w druku Bóg Rozsądek. Zasady religji wiarygodności, godnej rozsądnego człowieka, wykład myśli ateistycznej, nad którym Świeżawski pracował przez całe życie. Druga tego typu publikacja polska po Idei Edwarda Żukowskiego z 1856 r., powitana przez „Wolnomyśliciela Polskiego” entuzjastyczną recenzją, jako książka, „w której mieści się cały traktat teorji ogólnej myśli wolnej, etycznej, filozoficznej, społecznej, i to – śmiało rzec można – w skończenie doskonałej postaci”. Zmarł w 66 roku życia po krótkiej a ciężkiej chorobie (ogniskowe zapalenie płuc). Pogrzeb odbył się bez udziału kleru. Zwłoki złożono do grobowca rodzinnego na cmentarzu Rakowickim.

## Publikacje
- Gwiazdy. Ćmy nocne. Samotnik. (1897)
- Jan Śniadecki. Jego życie i działalność naukowa. (1898)[4]
- Kusiciele ludu. (1901)[5]
- Otchłań polska. Romans Narodowy. (1905)[6]
- Polska komedia. (1907)[7]
- Powiedz narodzie. (1914)[8]
- List otwarty do narodu polskiego. (1923)
- Fachowa reforma rolna. (1923)[9]
- Bóg Rozsądek. (1929)[10]
- Tragedia inteligencji. (1932)[11]
- Przyrodzony Ustrój Społeczny. (1936)[12]
- Muza Łaskawa T.1
- Rapsod powstańczy T.2
- Dobry geniusz T.3